# Еномото Такеакі
Еномото Такеакі (яп. 榎本武揚, えのもとたけあき; 5 жовтня 1836 — 26 жовтня 1908) — японський політичний і державний діяч, дипломат кінця періоду Едо — початку період Мейдзі. Один із співзасновників Імперського флоту Японії. Урядник і віце-голова флоту сьоґунату Едо (1868), учасник війни Босін 1868–1869 року на боці анти-Імператорських сил, президент республіки Едзо (1869). Після війни брав активну участь у реставрації Мейдзі. Генерал-лейтенант Імперського флоту Японії (з 1874), віконт (з 1887). Голова наукового електричного товариства (1888–1909).
У 1875 підписав Санкт-Петербурзький договір.
Прозваний «найкращим бюрократом періоду Мейдзі». Псевдонім — Рьосен.